# ویشته
ویشته، روستایی از توابع بخش مرکزی شهرستان نطنز در استان اصفهان ایران است.روستای ویشته در ۵ کيلومتری شهرستان نطنز همجوار با روستای ریسته واقع شده است. این روستا داری یک مسجد قدیمی که اطلاعاتی از زمان ساخت ان در دسترس نیست است این مسجد در سال ۱۳۹۶ مجدد مرمت و باز سازی شده و بخشی نیز به این مسجد قدیمی اضافه گردیده است. این مکان با همت مردم و دهیاری شهرستان نطنز در سال ۱۳۹۹ اسفالت گردید. در جنوب این روستا قلعه ای قدیمی دارای قدمتی حدود ۲۰۰ سال است وجود دارد که متأسفانه بر اثر شرایط جوی قسمت های زیادی از ان تخریب شده است.کشاورزی دامداری و دام پروری تولید لبنیات محلی از مشاغل مردم این روستا میباشد

## جمعیت
این روستا در دهستان کرکس قرار دارد و براساس سرشماری مرکز آمار ایران در سال ۱۳۸۵، جمعیت آن ۴۱ نفر (۱۱خانوار) بوده‌است.